# Lewis C. Cantley
Lewis Clayton Cantley (* 20. Februar 1949 in Charleston, West Virginia) ist ein US-amerikanischer Molekularbiologe und Biochemiker.
Cantley studierte am Wesleyan College Chemie mit dem Bachelor-Abschluss summa cum laude 1971 und wurde 1975 an der Cornell University in Physikalischer Chemie promoviert, wobei er bei Gordon Hammes in Enzymkinetik arbeitete. 1978 wurde er Assistant Professor und 1983 Associate Professor für Biochemie und Molekularbiologie an der Harvard University. 1985 wurde er Professor für Physiologie an der Tufts University School of Medicine. 1992 wurde er Professor für Zellbiologie an der Harvard Medical School und Direktor der Abteilung Signaltransduktion am Beth Israel Hospital. 2003 war er einer der Gründer der Abteilung Systembiologie an der Harvard Medical School und 2007 wurde er Direktor für Krebsforschung am Beth Israel. 2012 wurde er Direktor des neu gegründeten Krebsforschungszentrums des NewYork-Presbyterian Hospital und des Weill Cornell Medical College.
1985 entdeckte er mit Malcolm Whitman, David Kaplan, Thomas M. Roberts und Brian Schaffhausen die Phosphoinositid-3-Kinasen als Signalproteine. Er klärte auch die Rolle von Defekten in deren Signalweg für die Krebsentstehung und untersuchte ihre Rolle bei Diabetes und Autoimmunkrankheiten.
Sein Labor baute ab Mitte der 1990er Jahre auch einen Datenbank-Such-Service auf, um zum Beispiel die Substrat-Spezifizität von Proteinkinasen schnell herauszufinden.
2000 erhielt er den Heinrich-Wieland-Preis, 2009 den Rolf Luft Award und 2011 den Pasarow Award. 2013 gehörte er zu den ersten Gewinnern des Breakthrough Prize in Life Sciences. 2015 erhielt er einen Canada Gairdner International Award. Für 2016 wurde Cantley der Wolf-Preis in Medizin zugesprochen. 2019 wurde er mit dem Louisa-Gross-Horwitz-Preis ausgezeichnet, 2020 mit dem Dr. Paul Janssen Award for Biomedical Research. Er ist gewähltes Mitglied der National Academy of Sciences und seit 1999 der American Academy of Arts and Sciences. Seit 2011 ist er Fellow der American Association for the Advancement of Science. 2015 wurde er als assoziiertes Mitglied in die European Molecular Biology Organization gewählt. Seit 2017 zählt ihn Clarivate Analytics aufgrund der Zahl seiner Zitationen zu den Favoriten auf einen Nobelpreis für Physiologie oder Medizin (Clarivate Citation Laureates, früher Thomson Reuters Citation Laureates).
Er ist mit der Harvard-Professorin Vicki Sato verheiratet.